# SHUFFLE!シリーズの登場人物
SHUFFLE!シリーズの登場人物（シャッフルシリーズのとうじょうじんぶつ）は、PCゲーム及びその他のメディアミックス作品『SHUFFLE!』シリーズに登場する架空の人物の一覧である。
主人公を除く声の項の記載はPC版（ドラマCD含む）/ CS版・アニメ版（ドラマCD含む）の順である。"-"は登場していない、もしくは声が無いキャラクターである。略称は以下を指す。
- PC版：『SHUFFLE!』『Tick! Tack!』『Really? Really!』『SHUFFLE! Essence+』『SHUFFLE! Love Rainbow』
- CS版：『SHUFFLE! ON THE STAGE』『Really? Really! リアリアDS』

登場人物はいずれも花や植物の名前に因んでおり、その花言葉を性格設定に反映させている。また誕生日の多くは、誕生花に合わせている。なお花言葉は複数あるが、ここではシナリオのあごバリアが設定した公式花言葉を中心に、PC版、CS版の各ファンブックに掲載されているものを中心に記している。

## 主人公
土見 稟（つちみ りん）
声：なし（PC版、CS版） /  緑川光（初期ドラマCD） /  杉田智和（アニメ版、『Tick! Tack!』ドラマCD』） /  松元恵（アニメ版幼少期） / 赤木神楽（『Really? Really!』） / 一色ヒカル（『Really? Really!』幼少期） / 野島裕史 （『Really? Really! リアリアDS』） / 田中涼子 （『Really? Really! リアリアDS』幼少期）
キャラクターデザイン：鈴平ひろ（ただし一部CGでは西又葵）
国立バーベナ学園2年生でクラスは2-C。常に背筋がピンと立っているポーズが特徴。成績は普通で運動神経は並以上。両親は8年前に交通事故で亡くなったため、芙蓉家に引き取られている。そのため、芙蓉楓に憧れている男子生徒からは目の仇にされている。
6月に突然転校してきたリシアンサスとネリネの許婚候補となったことから、「神にも悪魔（魔王）にも凡人にもなれる男」という異名を麻弓に付けられてしまい、以後「全男子を敵に回した男」としてさらなる嫉妬攻撃を受けるハメになってしまった。稟に恋しているヒロインたちは「土見ラバーズ」と称されている。
自分より他人を重んじる性格で、幼い頃に両親を失った経験から、人が悲しんだり傷ついたりすることを何よりも嫌う。周囲の人たちを助ける為に自分の身ですらも投げ出すことがある。また、他の人にはない「当たり前のことを当たり前のようにできる」という力で幼少時代にヒロインたちを救っており、それが現在に至っている。人に弱みを見せるのも嫌いであり、本人曰く「我慢強さだけなら誰にも負けない自信がある」という。
生活能力はほとんどなく、特に料理はまるでダメ。身の回りの世話は全て楓が行っている。朝起きるのも苦手で、毎朝、楓にやさしく起こしてもらっている。大好物はなめこ汁。
本人はまったく気づいていないが女の子からの人気も高く、盗撮写真が高レートで取引されている。
『Tick! Tack!』ではネリネと恋仲になっている。歴史変動によりネリネの姿が別人になってしまい、ネリネを元の姿に維持できるように歴史の修正を試みる。だが選択肢によっては、セージやアイといったネリネの母親的存在の女性と恋愛関係を持つルートもある。
『Really? Really!』では楓と恋仲になっている。楓を目覚めさせるため記憶世界に入るが、幼少期の楓との辛い過去に対面する。記憶世界の間違った記憶では、稟の親衛隊「RRR（りんりんらんらん稟くん）」が登場している。なお、記憶世界内における父親と幹夫の会話によると、母親似であるらしい。
名前は、植物の三大栄養素の一つ「リン」と、植物が根付く「土」よりつけられている。草花の名前を持っているヒロインたちを育てる役目を持っている。

## ヒロイン

### 『SHUFFLE!』から攻略可能
リシアンサス
声：佐々留美子 / あおきさやか
誕生日：7月30日。身長：160cm。スリーサイズ：B81/W58/H83。
キャラクターデザイン：西又葵
愛称シア（名前の"リシアンサス"より）。神王ユーストマの一人娘で神界のプリンセス。母は魔王の妹サイネリアであることから神族と魔族のハーフであり、ネリネの従姉妹でもある。神族の血が濃いため、容姿は神族のもの。回復魔法は得意であるが、攻撃魔法は苦手である。8年前に人間界へ来た折に出会い恋してしまった稟に再会すべく、家族全員で人間界へ移住し、芙蓉家の右隣に家を建てて引越。6月、ネリネとともに稟のクラスへ転校する。
元気な笑顔と人懐っこい瞳が特徴的な美少女。腰まで伸びている髪の色は、母と同じ濃い赤色（小豆色）。頭と左手首にいつもリボンを巻いている。
プリンセスであることを感じさせない明るく気さくな性格で、ムードメーカー的存在。学園では「シアちゃん親衛傭兵団」こと「SSS（好き好きシアちゃん）」という親衛隊（非公式ファンクラブ）ができた。稟を「稟くん」、楓を「カエちゃん」と呼び、たまに語尾が「〜っす」という体育会系口調になる。ただし、転校当初は敬語を使うことが多かった。聞き分けの悪いユーストマを、どこから取り出したかわからないパイプ椅子で殴るなどの過激な行動を取ることもある。好物はオクラで嫌いなものは納豆。父親譲りか、椅子を片手で簡単に持ち上げるだけの力がある。ユーストマに鍛えられたため、酒量はかなりのもの。
運動と家事が得意。料理の腕は楓にも劣らないが、お菓子作りはやや苦手らしい。人間界における神王家の家事は彼女がこなしており、スーパー（主にINALIYA（いなりや）など）の特売巡りが趣味という所帯染みたところもある。しかし勉強、特に英語と世界史は他種族故に苦手で、これらは赤点スレスレ。ただし日本語は稟のために猛特訓をしており、なんら支障はない。なお、8年前の時は翻訳魔法を使用して意思疎通をしていた。
小説『SHUFFLE!』ではネリネ・楓・プリムラとともに「花の四姉妹」と謳われる。また、髪をツインテールにして巫女風衣装の「マジカルシャーマン"リンリン・シア"」に変身した。"リンリン・ネリー"とのコンビ名は「リンリン・シスターズ」。
アニメ版ではネリネとともに放送部へ入っている。『SHUFFLE! Essence+』のデイジールートでも放送部に入っている。
『Tick! Tack!』には登場していない。
『Really? Really!』ではサブキャラクターとして登場。稟は楓と恋人同士になっているが、稟への想いは全く変わっていない。楓を目覚めさせるため、稟たちとともに楓の記憶世界へ入る。また、記憶世界の中では稟に3人の母親のことを語っている。
『SHUFFLE! Love Rainbow』ではシアとキキョウが稟と結ばれた後のアフターが描かれている。
アフターストーリー『SHUFFLE! エピソード2 神にも悪魔にも狙われている男』では明確には登場していないものの、本編や公式サイトで「父親が暴走した時に椅子で殴って制止する」という、リシアンサスが本編で繰り返し父親のユーストマに対して行っていた方法をヒロインのリシアに神界の伝統として伝授した「大叔母様」の存在が明かされており、彼女は既に故人である。
名前のリシアンサス（Lisianthus）はトルコギキョウの別名であり、またの名をユーストマという。あごバリアの公式花言葉は「希望」。他に「優美」「良い語らい」。
ネリネ
声：松永雪希 / 永見はるか
誕生日：10月13日。身長：154cm。スリーサイズ：B88/W59/H85。
キャラクターデザイン：鈴平ひろ
通称リン（名前の"Nerine"より）。魔王フォーベシイの一人娘で魔界のプリンセス。左利き。シアの従姉妹。シアと同じ理由により家族全員で人間界に移住し、芙蓉家の左隣に家を建てて引越。6月、シアとともに稟のクラスへ転校する。
整った顔立ちで、お嬢様と呼ぶにふさわしい清楚な美少女。腰まで長く伸びた髪の色は蒼色。少し吊り目がちな瞳の色は赤。背は小さいが胸は大きく、周囲の女性どころか母のセージですら羨むほど。胸が大きいのは魔王家の血筋である。今までたくさんの貴族から求婚されてきたが、稟のことを想い全て断ってきた。
常に慎み深く控えめ、上品でおしとやかな性格。ただし怒らせると怖く、特に稟を中傷した者には、体育館を消滅させてしまったほどの攻撃魔法を容赦なく放つ。魔界屈指の魔力の持ち主で、攻撃魔法の威力は街一つを破壊できるほど。学園ではシアに劣らぬ人気で、「リンちゃん突撃護衛隊」こと「RRR（らんらんリンちゃん）」という親衛隊（非公式ファンクラブ）ができた。稟のことは「稟様」と呼び、常に丁寧口調である。
幼少の頃から病弱だったために運動は苦手。また裁縫を除く家事は壊滅的で、動くたびに何かを壊してしまうほど。料理は後に卵焼きだけ作れるようになる。逆に学業は優秀であり、シアとは得手不得手が正反対。嫌いな食べ物は蛸。綺麗で澄んだ声から奏でられる歌は「天使の鐘」と称されるほどだが、人前で歌うことを嫌い全く歌おうとしない。
小説『SHUFFLE!』ではシア・楓・プリムラとともに「花の四姉妹」と謳われる。また、髪をツインテールに束ね上げスカートの丈が短いドレス姿の「マジカルプリンセス"リンリン・ネリー"」に変身した。"リンリン・シア"とのコンビ名は「リンリン・シスターズ」。
両親や同じ名前の稟以外からは「リン」と呼ばれることが多いが、アニメ版では「ネリネ」と呼ばれることもある。アニメ版ではリシアンサスとともに放送部へ入部した。
『Tick! Tack!』では稟と恋仲になっている。稟たちと20年前の過去に飛ばされるが、歴史変動によってその姿が変化する。赤ネリネ（髪の色が赤い。バストUPギャラリー等では「Nerine」と表記）は、アイが母親となる歴史の姿で、本来のネリネと違い小悪魔的で活発な性格である。また、セージが母親の場合でも出生時期がずれると、姿が幼い少女（バストUPギャラリー等では「ねりね」と表記）になってしまう。条件によっては、ネリネが稟のことを忘れてしまう場合もある。
『Really? Really!』ではサブキャラクターとして登場。稟は楓と恋人同士になっているが、稟への想いは全く変わっていない。楓を目覚めさせるため、稟たちとともに楓の記憶世界へ入る。記憶世界の中では赤ネリネも登場しているが、楓がなぜ赤ネリネを知っているのかは不明。
『SHUFFLE! Love Rainbow』ではサブキャラクターとして全てのルートで登場。どのルートでも稟への想いは全く変わっていない。
名前はヒガンバナ科の花であるネリネ（Nerine）から。あごバリアの公式花言葉は「幸せな思い出」。他に「箱入り娘」。
芙蓉 楓（ふよう かえで）
声：籐野らん / 後藤邑子
誕生日：11月10日。身長：162cm。スリーサイズ：B83/W59/H84。
キャラクターデザイン：西又葵
稟の幼馴染でありクラスメイト。左利き（本来は右利きの設定であったが、鈴平ひろがイベントCGの絵コンテで誤って左利きの姿勢にしてしまったが、シナリオに影響がなかったために左利きとなった）。母親は8年前に稟の両親と同じ交通事故（アニメ版では軽自動車で旅行に出かけた所、旅行からの帰りに峠道で事故を起こし車ごと爆発炎上）で死亡。父親は海外に出張しているため、現在は稟と2人暮らし（プリムラが来てからは3人）。
容姿端麗・成績優秀・スポーツ万能・家事抜群と才媛でありながら性格は控え目。時折ドジなところを見せるが、そのときはたいてい稟のことで頭がいっぱいになっている。セミロングの髪は橙色。
その美貌と性格から学園ではアイドル的存在であり、光陽学園の時から親衛隊（非公式ファンクラブ）が存在していた。バーベナに入ってから新たに「楓ちゃん親衛隊」こと「KKK（きっときっと楓ちゃん）」という名前がつき、学園の1/3の男子が隊員となった。昨年の文化祭イベント「ミスバーベナ」では、トトカルチョ倍率0.8で予想通り1位に選ばれている。神界と魔界の姫であるシアとネリネにならい「人間界のプリンセス」と称されることがある。
8年前から光陽学園2年の頃まで、母親と稟の両親の交通事故死にまつわるある理由で稟のことを憎んでいたが、誤解が解けて以降は稟に尽くすことが生き甲斐だと思っており、稟の身の回りは彼女が全て世話をしている。そのせいで初対面のプリムラから使用人と誤解された。逆に稟が楓の手伝いをしようとするとかたくなに拒否し、時には瞳に涙を浮かべるほど。稟のことは「稟くん」と呼んでいる。
バッドエンドのない『SHUFFLE!』で彼女のルートは、どのヒロインとも結ばれない場合の救済シナリオという扱いにもなっている。
小説『SHUFFLE!』ではシア・ネリネ・プリムラとともに「花の四姉妹」と謳われる。文化祭では「マジカル・ハウスキーパー"リンリン・カエデ"」として、クラスの「魔法少女のクレープ屋」で割烹着姿になった。
アニメ版によると、住所は蒼空市光陽町縁台2-5-2（19話の絵はがきより）。

『Tick! Tack!』には登場していない。
『Really? Really!』では稟と恋仲になっている。プリムラの実験中に起きた事故に巻き込まれた際、記憶が崩壊し、それが原因で意識が戻らなくなる。正しい記憶世界では、幼少期の辛い過去に対面することとなる。楓の記憶世界の中では、稟たちの案内人として母親「芙蓉紅葉」の若い時の姿を借りて登場。本人は「魔法の奴隷っ娘ラジカルモミジ」と名乗っている。本作終了後の誕生日には、稟から出かける際にキスをされるというプレゼントを貰った。
『SHUFFLE! Love Rainbow』楓アフターでは、『Really? Really!』後の二人の姿が描かれている。3年生に進級して、生徒会長となっている。副会長はシアとネリネ。
名前はそれぞれ植物の芙蓉と楓から。あごバリアの公式花言葉は芙蓉が「しとやかな恋」、楓が「遠慮」。他の花言葉は芙蓉が「繊細な美」、楓が「自制」「とっておき」。
時雨 亜沙（しぐれ あさ）
声：宝塚すみれ（PC版） / 伊藤美紀
誕生日：10月20日。身長：163cm。スリーサイズ：B87/W60/H85。
キャラクターデザイン：鈴平ひろ
バーベナ学園の3年生でクラスは3-B。稟と楓らの先輩であり、光陽学園時代からの腐れ縁。一人称は「ボク」。稟とは、「は〜ろ〜♪、稟ちゃん」と声をかけつつ、割と本気で稟の背中を叩くというようなやりとりの挨拶が定番。緑色のショートヘアで、左側のみリボンで縛っている。両親との3人暮らし。
明るく活発でノリがよくお祭り好き。面倒見はよいが小悪魔的な性格で、甘え上手さを併せ持つ。運動神経は抜群で、様々な部から誘いが来るほど。その見た目からは想像できないが、特技は料理。光陽学園時代から料理部に所属しており、現在は部長。学園内ではその意外性から「驚愕の時雨」の異名を持つ（本人はその異名に驚愕している）。彼女が作るお菓子は稟をして『絶品』と言わしめるほど。親衛隊は特に存在しないが、持ち前の性格から隠れファンは多い。昨年の文化祭イベント「ミスバーベナ」では第8位。
魔法の存在を人一倍嫌っており、魔法のことを口にしただけで怒り出してしまう。魔法学ではほとんど寝ているため赤点寸前。これには彼女自身の出生の秘密に関係がある。
楓が光陽学園2年生のときに料理部へ入ったことから、楓や稟たちとともに行動するようになる。バーベナからの方向は別だが、家は芙蓉家とも近く、また時雨家は光陽学園からかなり近かったこともあり、稟や楓はよく遊びに行っていた。稟に対しては光陽学園時代から大きな胸を押しつける、腕を取るなどの過剰なスキンシップを取ってからかっている。稟に対しては好意を持っているものの、楓やプリンセスの存在もあり、恋愛感情にまでは至っていない。本人は、気が合いすぎて恋愛対象に見えないと稟自身に語っている。ただし恋愛関係についてはウブであることから、カレハなどに稟との関係を指摘されると慌てふためく。
稟のことを「稟ちゃん」と呼ぶが、ネリネに対しても「リンちゃん」と言う。アニメなどでは、そのまま「ネリネちゃん」と呼んでいる。逆に親友であるカレハからは「亜沙ちゃん」、稟や楓たちからは「亜沙先輩」と呼ばれている。プリムラだけは呼び捨て。
小説『SHUFFLE!』では神界の生き物の獏（夢喰い）「パオ」を特例でペットにしている。
『Tick! Tack!』には登場していない。
『Really? Really!』では楓を目覚めさせるため、稟たちとともに楓の記憶世界へ入るが、稟と結ばれる誤った世界も登場する。彼女は非常に出番が多く、Hシーンの数も4回（メインヒロインの楓は3回、プリムラも3回、他は全員2回）ある。またキャラクター紹介ではロングヘアになっているが、これは記憶世界のみの間違った姿である。特定の選択肢を選ぶと、元の世界でも亜沙のロングヘアが見られる。本人曰く、髪の長さはある程度自由にできるらしい。
『SHUFFLE! Love Rainbow』ではサブキャラクターとして楓アフターを除いて登場。
名前は植物の麻から。あごバリアの公式花言葉は「運命」。他に「宿命」「結果」。
プリムラ
声：北都南 / ひと美
誕生日：1月25日。身長：151cm。スリーサイズ：B78/W55/H80。
キャラクターデザイン：西又葵
通称リム（名前の"プリムラ"より）。神界と魔界の共同プロジェクト、ユグドラシル計画（アニメ版のみの名称）によって一から作り出された人工生命体の3号体。魔界でたびたびネリネから聞かされていた「りん」に会うため魔界を抜け出して人間界に来てしまい、強硬に稟と一緒に住むと言い張ったため芙蓉家で預かることになった。子供っぽく見えるが、実際は稟の一つ年下。人形のような端整な顔立ちの美少女であり、薄紫色の髪をツインテールにしている。
三世界最強の魔力を持ちながらも全く制御できず、下手をすれば都道府県の一つを簡単に消滅させるほど不安定な状態にある。魔力以外に関してはなおざりにされてきた為に感情がほとんど表に出せず、口数も少なく無表情。魔界から持ってきた年季の入ったトラ猫のヌイグルミ（虎玉）と、稟からプレゼントされた斑猫と黒猫のヌイグルミ（白玉と黒玉）を大切にしている。好物はチーズケーキ。
プリムラルートでは感情を取り戻し、口数も多くなる。他ルートでは他人を呼び捨てにしているが、プリムラルートでは後に家族の証として稟を「お兄ちゃん」、楓を「お姉ちゃん」と呼ぶようになる。他の人物についてはそのままだったが、『SHUFFLE! Essence+』の新規ルートでは年下のツボミを除くヒロイン達を「お姉ちゃん」と呼ぶようになる。
企画当初は攻略対象キャラでなかったが、5人いた方がバランスがいいというスタッフの判断によりメインヒロインとなった。
プリムラルートと『SHUFFLE! Essence+』の新規ルート、小説『SHUFFLE!』では、魔王や神王の計らいでバーベナ学園の1年生として編入する。クラスは1-B。その際、「プリムラ親衛浪士隊」こと「PPP（プルプルプリちゃん（『SHUFFLE! ON THE STAGE』））【または】プルプルプリムラちゃん（『SHUFFLE! Essence+』）」（非公式ファンクラブ）ができる（『SHUFFLE!』では名前が出てこない）。アニメ版でもバーベナ学園へ編入する（最終回のラスト部分）。
小説『SHUFFLE!』ではシア・ネリネ・楓とともに「花の四姉妹」と謳われる。
『Tick! Tack!』には登場していない。
『Really? Really!』では魔王家で生活しているが、夕食時になると芙蓉家に来て一緒に食べている。稟と楓のおかげで感情表現が少し豊かになっているが、かなり毒舌である。同時に魔力制御が少しできるようになり、そのことを実証するための実験中に発生した彼女の魔力の暴走が事件の発端となる。楓を目覚めさせるため、稟たちとともに楓の記憶世界へ入るが、稟と関係を結ぶ誤った世界もある。また、別の世界では本編プリムラルートのように感情が普通に出ている状態で登場する。
『SHUFFLE! Love Rainbow』プリムラアフターでは、魔法で成長した姿が描かれている。シア&キキョウアフター、楓アフターでもバーベナ学園に通っている。瑠璃ルートでは稟との出会い、感情を取り戻す過程が他のルートと異なっている。
アフターストーリー『SHUFFLE! エピソード2 神にも悪魔にも狙われている男』では、彼女のみ明確に再度登場している。Love Rainbow と同じ姿かは不明だが、初登場時より大人びた姿になっており、主人公の相生頼斗にヒロインの一人のリムスを託すかのような言葉を伝える。プリムラルートの時同様幾分感情表現が豊かになっているが、少し大人びた態度を取る。また、頼斗にかつての稟の面影を重ねている。
名前は花のプリムラから。あごバリアの公式花言葉は「運命をひらく」。他に「無言の愛」「神秘な心」。
キキョウ
声：佐々留美子 / あおきさやか
誕生日：7月30日。身長：160cm。スリーサイズ：B81/W58/H83。
キャラクターデザイン：西又葵
リシアンサスルートでのみ登場する。ツリ目なところを除いてはシアに瓜二つの少女。性格は勝気でイタズラ好き。ツンデレ属性があり、稟のことは呼び捨て。ネリネのことはそのまま呼ぶ。シアが好きだという稟を彼女も気にかけていたらしく、突然稟の前に現れる。自分のことを「裏シア」と呼ぶよう提案するなど、会話が悉く意味深で、シアに自分のことは聞かない方がいいと忠告してくる。
その正体は、シアと同一軸・同一時間上に存在する“生まれてこなかった”双子の妹。母親サイネリアの血が濃く、魔族としての肉体と能力を持つ（ただし、耳の長さは神族と同じ）。存在を共有している時はシアと交互にしか出現できず、片方が出現した時は、もう片方は精神の中で眠っている状態となる。後に、連続して交互に出現することが可能となる。
後に稟から「キキョウ」という名前を与えられた。稟が裏シアを“キキョウ”と名付けたのは、トルコギキョウという通り名からと思われる。
『SHUFFLE! ON THE STAGE』では、シアと分離してシアと共に並び立つキキョウ自身のエンディングがある。
『Navel Drama CD -Episodes Mix-』に収録された「SHUFFLE! Have A Nice Day」にも分離して登場している。
『Tick! Tack!』『Really? Really!』には登場していない。
『SHUFFLE! Essence+』ではデイジールートにも登場しており、後にシアと分離して放送部の部員となる。一部、髪型がシアと同じように変更されているが、CGでは変更されていない。
『SHUFFLE! Love Rainbow』ではシアとキキョウが稟と結ばれた後のアフターが描かれている。互いが何をやっているか、離れていてもなんとなくわかってしまうという設定が追加されている。他のルートでは登場していない。
名前は花のリシアンサスの和名であるトルコギキョウから。花のキキョウとは全く違う花である。なおキキョウの花言葉は「変わらぬ愛」「気品」。

### 『SHUFFLE! ON THE STAGE』から攻略可能
麻弓＝タイム（まゆみ タイム）
声：香取那須巳 / 井上美紀
誕生日：1月1日。身長：167cm。スリーサイズ：B77/W57/H82。
キャラクターデザイン：西又葵
稟たちのクラスメイト。人間と魔族のハーフ。右目が赤、左目が青と、左右の瞳の色が異なっている（いわゆるヘテロクロミア）。人間としての血が濃いため、魔力は人間と同レベル程度の弱さであり、補助魔法ぐらいしか使えない。『SHUFFLE! Essence+』で母親が神隠しによって魔界へ転移し、魔族の父親と結婚したことが語られた。黒い髪は肩までしか伸ばしていないが、両サイドだけは長く伸ばしている。特技はパフェの一気食い。両親との3人暮らし。
10年前の開門時、家族共々魔界から人間界へ移住した。樹の家とは徒歩3分という場所にあり、移住後は同じ学校、同じクラスという腐れ縁にして悪友。普段から悪口を言い合っているが、樹の発言の度が過ぎた場合や、樹のナンパを押さえるときなどは、「エビフライ」と称して、どこからか取り出したロープで樹をグルグル巻きにする。バーベナ学園で稟、楓と同じ1-Bに入り、それからともに行動を取るようになる。楓とは親友同士であり、稟と結ばれるよう応援している。
幼い頃にハーフという理由でいじめられたことから、その抵抗手段として情報通となり、いつもデジタルカメラを持ち歩くようになった。好奇心旺盛で、どんなことにでも首を突っ込むが、トラブルメーカーとなることが多い。胸を除けばスタイルはよく、黙っていれば可愛いと樹が認めるほどの美少女。しかしプリムラよりも胸が小さいことにコンプレックスを持っている。成績は補習の常連になるほど超低空だが、雑学知識は豊富。さらに口達者で交渉上手。「土見ラバーズ」「神にも悪魔にも…」といった言葉の生みの親。よく語尾に「〜なのですよ」をつける。昨年の文化祭イベント「ミスバーベナ」では、胸の無さが一部の支持を受け第6位に輝いている。
ドラマCDから親は銭湯を営んでいるという設定が追加されている。アニメ版では店の名前が「竜水ノ湯」となっているが、『SHUFFLE! Essence+』では「竜水乃湯」（りゅうすいのゆ）と設定されている。家とは別の場所で、光陽町駅から電車で数駅先のところにある。自分が番台に座っている時に知り合いが来ると気まずくなるため、頑なに知り合いを来させないようにしている。
『SHUFFLE! ON THE STAGE』ではサブヒロインからよりメインヒロインに昇格し、自らも土見ラバーズ入りした。
『Tick! Tack!』ではサブキャラクターとして登場。彼女が魔王宅にある魔法具の鏡に触れてしまったことが騒動の原因となる。
『Really? Really!』では楓を目覚めさせるため、稟たちとともに楓の記憶世界へ入る。記憶世界の中では稟と結ばれる誤った記憶もある。記憶世界で胸が大きかったり、真面目だったりした場合は、記憶世界の法則を無視してまで全員から「リアリー!」とチェックを受ける。ドラマCDでは、暴走している他のメンバーを押さえ役に回るなど、珍しい姿が見ることができる。
『SHUFFLE! Essence+』では新規にHシーンが追加された。また、新規シナリオでは稟に恋愛感情を持っているかのような発言も見られる。
『SHUFFLE! Love Rainbow』ではサブキャラクターとしてすべてのルートで登場。
キャラクターデザインは、『マジキュー』の一般公募により決定した。
名前は植物の真弓（マユミ）とタイム（シソ科のハーブの一種）から。花言葉は真弓が「あなたの魅力を心に刻む」、タイムが「行動」「積極的」。
カレハ
声：日向裕羅 / 同
誕生日：9月1日。身長：156cm。スリーサイズ：B82/W56/H83。
キャラクターデザイン：鈴平ひろ
亜沙のクラスメイトで親友。神族で金髪碧眼のおっとりとした美人。治癒系魔法の扱いに長けている。10年前の開門時、家族共々神界から人間界に移住した。両親、3つ下のツボミとの4人暮らし。光陽町駅から徒歩数分の住宅街にある洋風の家に住んでいるが、駅の向こう側となるため、住所は光陽町の隣町である。
物腰は穏やかでスタイルよし。翡翠色の瞳もやさしく、声もきれい。しかし過剰なロマンチストで妄想癖が異常に強く、人の話から頭の中で勝手に恋愛話を作り上げる。妄想開始のセリフは「まぁ♪」。さらに妄想が展開すると「まままぁ♪」とレベルアップし、頬を赤らめる。リミッターを超えると目を輝かせて暴走する。控えめでおとなしい性格だが、昔はお転婆だったらしい。ややマイペースなところがある。妄想癖のため友人付き合いに乏しかったが、それを気にせず側にいてくれる亜沙に感謝している。髪は右側のみリボンで束にまとめているが、これは亜沙が左側のみ束でまとめていることに合わせたものである。
亜沙と同じく料理部所属で料理上手。二つ名は「癒しのカレハ」。二人合わせて「料理部の双璧」と呼ばれている。学園内での人気は高く、告白されたこともかなりの数になるが、全て断ってきた。昨年の文化祭イベント「ミスバーベナ」では第2位。漫研が発行した亜沙×カレハの同人誌が、1冊数万円で取引されている。
喫茶フローラでウェイトレスのアルバイトをしており、彼女目当てで来る客も少なくない。
真聡のスカートめくりの被害者。喫茶フローラでアルバイト中、稟と亜沙の目の前で捲られる。亜沙は稟との関係で妄想された仕返しとばかりに「なかなか絶景だったわよ～カレハ♪」とからかって辱める。カレハにしては珍しく意地悪ですわと拗ねた表情を見せた後、稟にも見られたか頬を赤らめて確認し、見られてたことを知るや、「忘れてくださいまし」と恥ずかしそうに去っていく。SHUFFLE! Essence+では、パンチラのドアップが見られる。アニメ版でも稟とシアのデート中に捲られる。「まぁまぁまぁ、困りましたわ～、どうしましょう～」と言いながらスカートを押さえもせず困っていた。それに気をよくしてか、真聡もスカートから手を放さなかったのでずっとパンツ丸見えのままだった。母親が止めに来ても反抗して手を離さず、稟は顔を真っ赤にして見入ってしまっていた。
稟たちと知り合ったのは亜沙に紹介されてからということになっているが、実は妹のツボミを介して、名前こそ知らないが稟のことを知っていた。妹共々、ひそかに土見ラバーズの一員。亜沙ルートでは稟に告白している。
『SHUFFLE! ON THE STAGE』よりメインヒロインに昇格した。彼女のシナリオは他のヒロインと違い、悩みや辛い過去は一切ない。
『Tick! Tack!』には登場していない。
『Really? Really!』では他のヒロインと異なり、楓の記憶世界の修正に参加しておらず、記憶世界の中でのみの登場となっている。
『SHUFFLE! Essence+』では初めてとなるHシーンが新規に追加された。
『SHUFFLE! Love Rainbow』ではサブキャラクターとして、楓アフターを除いたルートで登場。
キャラクターデザインは、麻弓同様『マジキュー』の一般公募より決定した。
名前は「枯れ葉」から。あごバリアの公式花言葉は「ロマンチック」。他の花言葉は「メランコリー」。

### 『Tick! Tack!』のみ攻略可能
セージ
声：青山ゆかり / 友永朱音
誕生日：12月18日。身長：146cm。スリーサイズ：B75/W54/H79。
キャラクターデザイン：鈴平ひろ
ネリネの母親で魔王フォーベシイの妻。少しつり上がった瞳の色は赤であり、顔立ちはネリネと似ているが、髪の色は黒である。
『Tick! Tack!』にて初登場。20年前の魔界に飛ばされた稟、ネリネ、樹、麻弓と遭遇する。当時は魔殿下時代のフォーベシイに仕えるメイドであった。メイド時代はフォーベシイに好意こそあるものの、意地っ張りで恥ずかしがり屋な上、婚約者がいることから本心を言うことができなかった。
フォーベシイの趣味のせいでメイドの仕事を取られることがあるのと貧乳が悩み。メイドの仕事を誇りにしており、ほとんど休みなしに働いている。怒った時に繰り出す「サンダーキック」は強力で、岩をも砕くほどである。
『Tick! Tack!』では歴史変動を起こさないためにフォーベシイとの仲を取り持つという条件があり、稟が仲を取り持とうと行動を起こすのだが、逆にフォーベシイではなく稟と恋仲になってしまうこともある。しかし、彼女とのエンディングは存在しない。ただ、『Tick! Tack! ビジュアルファンブック』にはセージと結ばれた20年後をあごバリアが書いたエクストラストーリー「Tick! Tack! RED-SIDE Another Nice Day」が収録されている。
フォーベシイと結婚後もメイドの仕事に対して誇りを持っているため、常にメイド服を着用している。20年前とは髪が伸びただけで、性格や姿はまったく変わっていない。今でも背はプリムラよりも低く、ユーストマからは「チビッ子」と呼ばれる。顔立ちは20歳前半でも通るほど若い。胸が小さいままであることが悩みであり、ネリネの大きな胸に嫉妬している。必殺技「スピニングサンダーキック」は20年前よりレベルアップしており、防御魔法を張っている魔王と神王を一撃で鎮める威力を誇る。普段は止める役ではあるが、時折旦那さんたちと一緒に暴走することも。また旦那に似てか洞察力は鋭く、策士である。
『Navel Drama CD -Episodes Mix-』に収録された「SHUFFLE! Have A Nice Day」にも登場している。
『Really? Really!』ではネリネの母親として登場。稟や楓とは夏休みが終わって少し経ってから知り合ったことになっている。
『SHUFFLE! Essence+』では選択肢やルートによって登場する。彼女と面識を持った状態でネリネルートをクリアした場合、『Tick! Tack!』の設定（セージと初対面）と矛盾が生ずる。
名前はハーブの一種セージから。花言葉は「幸福な家庭」。
アイ
声：三村祥子 / -
誕生日：9月12日。身長：160cm。スリーサイズ：B92/W59/H86。
キャラクターデザイン：鈴平ひろ
魔界貴族のお嬢様。『Tick! Tack!』にて初登場。20年前の魔界に飛ばされた稟、ネリネ、樹、麻弓と遭遇する。当時フォーベシイとは親同士が決めた婚約者の関係にあった。
優しい微笑みと潤んだ瞳が特徴の美女。腰まで伸びた淡い紫色の髪は、緩いウェーブがかかっている。ネリネを上回る巨乳の持ち主で、稟たちが最初出会ったときはネリネの母親だと間違えられた。性格や立ち振る舞い、スタイルなども完璧で弱点が見当たらないほどである。おっとりとしたところはあるが、根はしっかりとしているので、言い寄ってきた樹は相手にしていない。趣味はお風呂で、2時間は普通に入っている。得意な魔法は火属性魔法。見かけによらず、ワインなどのアルコール飲料に強い。
歴史変動を起こさないために、彼女と稟が恋愛関係を持つことでフォーベシイとの関係を断ち切るという選択肢もある。そのため、ネリネ以外で唯一エンディングが存在する。元の世界では20年経っているはずなのに、容姿が一切変わっていない。その美貌からいくつもの縁談があったが全部断り、稟のことを思い続けていた。
赤ネリネ（Nerine）は、彼女がフォーベシイと結婚して母親になった時の姿である。
『Navel Drama CD -Episodes Mix-』に収録された「SHUFFLE! Have A Nice Day」にも登場している。舞台は大晦日であり、話を聞いて興味を持った稟に会うため、初めて人間界を訪問する。後述する『Really? Really! ドラマCD 秋色のCherry Blossom』と設定が異なる。
『Really? Really!』本編では登場せず、おまけにあるサウンドモードにチップキャラとして出てくるのみである。しかし、ドラマCD『秋色のCherry Blossom』にフォーベシイの元婚約者として登場。初めて人間界を訪問する。二人の笑顔のために戦おうとも、もっともっと好きになってもらおうとも努力しなかったをことを今でも後悔していると、桜に語っている。
『SHUFFLE! Essence+』では、過去に登場した全キャラクターの中で唯一登場しなかった。ただし、テーマ音楽は『SHUFFLE! ON THE STAGE』以降、日常音楽として使われている。
名前は植物の藍（あい）から。花言葉は「美しい装い」。
リコリス
声：松永雪希 / 永見はるか
『SHUFFLE!』で初登場。ネリネ・プリムラルートなどで名前や10年前の幼い姿が登場する。瞳の色が赤ではなく紫であることを除いてはネリネに瓜二つの少女。ネリネと異なり、明るく行動的な性格。
正体はネリネのクローン体（人工生命体2号体）で、ネリネの魔界での友達。ネリネの愛称「リン」をつけたのも彼女。プリムラとも仲が良い。
魔界でも当時のクローン技術は不完全なものであり、完成しきっていない身体で実験体として無理に魔力を使ってきた彼女は急激に寿命を縮ませた。死の寸前、最期の願いとしてネリネとの同化を望み、自分の命と想いをネリネに与えた。「天使の鐘」と称されるネリネの歌声は、その際に彼女より引き継いだ能力である。病弱だったネリネは健康体となったが、彼女のすべてを奪ってしまったと思ったネリネは、歌（歌うこと）が嫌いになってしまった。稟が少年時代に会っていたのは彼女の方である。なお、稟と出会ったのはシアよりも先であり、その時のことをシアに話している。
『Tick! Tack!』ではとある条件を満たすと登場し、稟と結ばれる。幼い頃に死んでいるにもかかわらず、容姿はネリネと同年代になっている。スタイルはネリネと全く同じ。
『SHUFFLE! Essence+』において、実はネリネの精神の中でまだ生きており、ほんの少しの時間のみ彼女が姿を現せることがわかる。彼女自身はネリネが見た内容を知覚できるが、ネリネ自身は彼女のことを知覚できないため、彼女が生きていることを知らなかった。
『SHUFFLE! Love Rainbow』の瑠璃ルートでは、10年前の幼い姿が登場（CGは過去作品と同じもの）。
名前は植物のヒガンバナの英名であるLycorisから。花言葉は「悲しい思い出」。リコリスとネリネはよく似た花であり、花言葉も対になっている。

### 『Really? Really!』から攻略可能
八重 桜（やえ さくら）
声：安玖深音 / 後藤麻衣
誕生日：5月9日。身長158cm。スリーサイズ：B82/W53/H83。
キャラクターデザイン：西又葵
光陽学園付属時代からの稟と楓の幼馴染。『Really? Really!』にて初登場。将来の夢を叶えるために稟たちと離れ、私立ストレリチア女学院へ進学した。今でも稟や楓との交流は続いており、稟たちがバーベナ学園で知り合った麻弓や樹、カレハとも知り合いである。
ぬいぐるみが大好きで、将来の夢はぬいぐるみ造形作家になること。ストレリチアに進学した理由は、桜が憧れるぬいぐるみ職人が講師をしているからである。現在は手芸部に所属している。
共働きの両親と三人暮らし。小さい頃は近所に住む祖父母に面倒を見てもらっていた。ぬいぐるみ作りを手ほどきしたのは祖母。家は光陽公園のすぐ近くにある。
楓に劣らないほど容姿端麗で礼儀正しく、成績優秀。おしとやかな性格で、周りからよく相談ことを持ちかけられる。周囲の空気を読むことに長けているが、自分のことには疎く、時々慌てふためく。信じた人にはとことん心を許してなつくが、心を許せていない人の前では消極的になる。それでも人当たりはよく、ストレリチアにも数人の友人がいる。運動神経は今一つだが、スタミナだけは人一倍あるためマラソンは得意。料理に関しては八重家の血筋を受け継いだらしく平均点レベル。
亜沙ですら詳しく知らない楓と稟の過去を知る人物であり、光陽学園時代は周囲が敵だらけであった稟に唯一仲良く接していた。光陽学園時代に稟へ告白をしたが、誰も選べないと断られており、そのことが今でも少し負い目になっている。その後は一貫して楓と稟の仲を応援する立場でいたが、『Really? Really! ドラマCD 秋色のCherry Blossom』では、稟への想いを表して土見ラバーズに加入している。
『SHUFFLE! Essence+』ではメインヒロインの1人として新規ルートが追加された。ただし、稟の友人である樹や麻弓、カレハとは2年生になってから初めて顔を合わせたことになっており、設定が『Really? Really!』とは一部異なっている。エンディングでは稟と夫婦になり子供も出来ている。楓も同居している。
『SHUFFLE! Love Rainbow』では稟の回想でのみ登場し、どのシナリオでも直接は登場しない。
NavelのHP内で2011年11月18日-25日に投票が行われた、好きなNavelキャラクター（ただし、西又葵デザインキャラクターのみで、ネリネや『Soul Link』などの鈴平ひろデザインキャラクターは入っていない）をタイトルごとに1名投票する『NAG選抜総選挙2012』では、『SHUFFLE!』部門1位（総合3位）に選ばれた。『ネブ*プラス』「桜ちゃんぷらす」では、『SHUFFLE! Essence+』桜ルート後の甘い2人の様子が描かれている。
名前は八重咲きのサトザクラを総称する「八重桜」から。花言葉は「豊かな教育」、「教養」。
紅薔薇 撫子（べにばら なでしこ）
声：緒田マリ / 竹間千ノ美
誕生日：12月14日。身長：171cm。スリーサイズ：B91/W61/H89。
キャラクターデザイン：鈴平ひろ
稟のクラスの担任で世界史担当（ここでいう世界とは「人間界」・「神界」・「魔界」のこと）。通称「紅女史」、愛称「なっちゃん」。『SHUFFLE!』で初登場。整った顔立ちの美女であり、射抜くような鋭い瞳と腰より長く伸びた黒髪の持ち主。見た目によらず、素直と根性と努力と友情が大好きな熱血教師。とはいえ厳しいばかりではなく、状況に応じての融通さも兼ね備えている。いざというときは神王や魔王とも対等に渡り合う度胸の持ち主。容姿だけではなくその性格ゆえ、生徒からの人気は非常に高い。昨年の文化祭イベント「ミスバーベナ」では、教師にもかかわらず第3位に選ばれている。生徒はみな呼び捨てだが、稟のことだけは「つっちー」と呼んでいる。
ナンパされた回数は数百回にも及ぶらしく、魔王の口説き文句にも微動だにしない。男の値踏みと樹の監視はもはや趣味といっても過言ではない域。ただし恋愛経験はゼロであり、ウブ。
稟、楓、樹、麻弓にとっては1年の時からの担任。2年のクラス編成時には、学年最大の問題児である樹と麻弓を引き取るとともに、2人のお目付け役として稟と楓を自分のクラスに入れた。その後、稟を慕って人間界に来た「歩く国際問題」のシアとネリネ両プリンセスが、クラスに編入してきた。
アニメ版では、母親（アニメ版声優：風村綾乃）が登場している。
『Tick! Tack!』には登場していない。
『Really? Really!』で初めて攻略ヒロインに昇格。楓の記憶世界の修正に参加しておらず、記憶世界の中でのみの登場となっている。誤った記憶世界の中で、稟と結ばれる。
『SHUFFLE! Essence+』ではメインヒロインに昇格し、新規にストーリー、CGが追加された。また、放送部の顧問をしているという設定が追加されている。
『SHUFFLE! Love Rainbow』ではサブキャラクターとして楓アフター、瑠璃ルートで登場。稟たちの3年次でも担任をしている。
名前は花の薔薇と撫子から。あごバリアの公式花言葉は撫子のみで「愛情」「燃える愛」。他に赤い薔薇の花言葉は「愛情」「熱烈な恋」、撫子の花言葉は「純愛」。

### 『SHUFFLE! Essence+』から攻略可能
ツボミ
声：一色ヒカル / 田中涼子
誕生日：8月11日。身長：152cm。スリーサイズ：B79/W54/H81。
キャラクターデザイン：鈴平ひろ
『SHUFFLE! ON THE STAGE』で初登場。カレハルートにのみ登場する。神族の少女で、カレハより三つ下の妹。姉に似て美少女であり、妄想癖の異常な強さもよく似ている。妄想開始のセリフは「きゃきゃきゃあ♪」。おとなしい姉と違い、元気で行動的な性格。カレハ曰く、昔は泣き虫だったらしい。姉と同じ金髪だが、ショートヘア。カレハほどではないが、回復魔法を使うことができる。とても足が速く、稟がバーベナ学園の門をくぐったのを見届けてから隣町にある自分の学校へ走っても始業に間に合うほど。
初登場時はマスクにサングラスをかけ、稟のストーカーをしていた。2年前に駅前でしつこい男に絡まれていたところを助けてもらい、それ以降名前も知らないまま憧れていたが、カレハから稟のことを聞かされて以来、本人であることを確かめようとしていた。姉共々、土見ラバーズの一員。稟のことは「稟おにーさん」と呼ぶ。妄想から繰り広げられる恋愛小説執筆が趣味。来年バーベナ学園に進学予定。
また、wowow版アニメの後半にも、紹介はされていないが数シーン登場している。
『SHUFFLE!ビジュアルファンブック』におけるカレハのサイドストーリー「わずかに遠いスタートライン」に先行登場しているが、『SHUFFLE! ON THE STAGE』とはリボンや髪形などの容姿が若干異なる。
『Tick! Tack!』には登場していない。
『Really? Really!』では楓の記憶世界の修正に参加しておらず、記憶世界の中でのみの登場となっている。
『SHUFFLE! Essence+』ではメインヒロインに昇格し、新規にストーリー、CGが追加された。
『SHUFFLE! Love Rainbow』では名前だけの登場で、どのシナリオでも直接は登場しない。
名前は花の「蕾」から。花言葉は「恋の告白」「かわいらしい」。
デイジー
声:西田こむぎ / -
誕生日：3月6日。身長：156cm。スリーサイズ：B81/W57/H82
キャラクターデザイン：西又葵
『SHUFFLE! Essence+』にて初登場。バーベナ学園2年生で、クラスは稟たちの隣。神族の女の子。神界・魔界から5名ずつしか選ばれないという奨学生の一人で、普段はバーベナ学園の学生寮で暮らしている。自室は女子棟の110号室。奨学生は部活への入部を強く勧められるらしく、放送部に入り現在は部長をしているが、部員は彼女一人のみ。
アーケードゲームが大好きで、格闘ゲームや音楽ゲームなどが得意。特に格闘ゲームはコンボなどの知識が深く、木漏れ日通りにあるゲームセンター「SILKY」では使用キャラクターから「青い悪魔」と言われる有名人。ギターとそれに関連する本が自室に置いてあることもあってか、音楽ゲームの腕前も劣らずに高く、客からも好評。たまに「SILKY」で、制服のメイド服を着てアルバイトをしている。
奨学生だけあって学業は優秀であり、他種族が苦手としやすい歴史も特に苦手というわけではない。運動神経もなかなかいいようで、足が速いらしい。だが人付き合いは苦手であり、同じ寮生からコアと呼ばれる趣味もあってか、友人と呼べる存在はいない。
神界の姫であるシアに憧れており、彼女と仲良くなるためと、放送部の部員不足を解消する一石二鳥の手段として、シアを放送部に勧誘している。一方で、シアに近付く男であり、出会いが最悪だった稟に対してはあまり快く思っていない。稟に対して攻撃的なバーベナの女生徒は珍しいためか、ネリネには新鮮だと言われている。やや毒舌なところがあるものの、根は純真で真面目。
なお、放送部が活動を開始した後に「DDD」という親衛隊ができた（何の略かは不明で正式名称も不明）。
父親はユーストマの実兄であり、シアとは従姉妹同士。つまり、デイジーは王位継承権を持つ正真正銘の王族である。昔はハープを弾いていたことがあり、シアがハープを弾くようになったきっかけとなっている。
『SHUFFLE! Essence+』で彼女のルートに入るためには他のヒロインを全て攻略する必要があり、他のヒロインとは違うエンディングが用意されていることなどから、最終シナリオのような位置づけとなっている。
『SHUFFLE! Love Rainbow』ではサブキャラクターとして楓アフター（プールで出会う女子学生A）、瑠璃ルートで登場（ゲームセンターの前で出会うメイド服風の女学生）。シア&キキョウアフターでは声のみだが和服を着た父親らしき人物（声 - 一ノ瀬今日介）が登場している。
名前はヒナギクの英名daisyから。花言葉は「純潔」「無邪気」「お人好し」など。

### 『SHUFFLE! Love Rainbow』から攻略可能
瑠璃＝マツリ（るり マツリ）
声：向井葵 / -
誕生日：9月2日。身長：169cm。スリーサイズ：B85/W59/H86。
キャラクターデザイン：西又葵
『SHUFFLE! Essence+』にて初登場。バーベナ学園3年生で、クラスは亜沙・カレハの隣。神族と人族のハーフ。カレハとは友人同士で、去年のクラスメイトでもある。亜沙とも友人同士で、亜沙が魔法学のテストで赤点を回避できているのは彼女の助力あってのもの。実はカレハに負けず劣らずの妄想癖を持っている。
バーベナ学園の生徒会長だが、人付き合いが苦手なこともあり、授業や生徒会の仕事などを除くと滅多に公の場に姿を現さない。さらに休み時間などは、魔法を使って他人から注意を向けられなくなるようにしているが、なぜかカレハにだけはこの魔法が通用せず、居場所を探り当てられてしまう。
昨年の文化祭イベント「ミスバーベナ」では第4位に選ばれているが、不吉な数字であるという理由で辞退している。
神王家直属の親衛隊に所属しており、シアの護衛をしている。「神剣一刀流」という神界の剣術の使い手。
母親は瑠璃蝶花（声 - 御苑生メイ）といい、「開門」以前に神隠しに遭って神界に転移してきた人間で、名家の末娘。父親は神界の元護衛兵で、10年前の「開門」の時に人界駐屯兵に志願したため、人間界へ移住してきた。光陽学園に通っていたこともあり、稟とは二度会話をしたこともあるが、その頃は髪型が違ったためか、稟には覚えられていなかった。顔がそっくりな弟と姉（声 - 氷室百合）がおり、彼女が男装している時に着ているバーベナ学園の男子用制服は弟のもの。母親が人族であるためか、家は和風であり、私服は着物。
普段は「瑠璃」としてバーベナ学園に通っているが、護衛としての正体は隠しているため、稟の前に現れるときは男装して「マツリ」と名乗る。「瑠璃」として稟に遭遇してしまうと（女性として意識されると）緊張と羞恥であがってしまいまともに話せなくなってしまうが、男装している状態でなら平気で話すことができる。女好きの樹と魔王には、「マツリ」の正体が女性であることは悟られている。
なお、公式ホームページの一部では「ルリ＝マツリ」と紹介されており、本編でもカレハからの呼称が「ルリちゃん」となっているが、「瑠璃」は人族としての名前であり、正しい標記は「瑠璃＝マツリ」である。「瑠璃」の名前は母親の苗字をもらったもの。
『SHUFFLE! Love Rainbow』で初めて攻略キャラクターとなり、新規に瑠璃ルートが描かれた。母、姉が声のみで登場。
名前はイソマツ科の花であるルリマツリから。花言葉は「密かな情熱」。

## サブキャラクター
緑葉 樹（みどりば いつき）
声：小池竹蔵 / 荻原秀樹
誕生日：3月14日。身長：178cm。
キャラクターデザイン：鈴平ひろ
稟の悪友かつ親友。容姿端麗・頭脳明晰で女子からの人気は非常に高いが、好きなものは美女、趣味ナンパというぐらいの女好きでもあるため、本性を知る女子は相手にしていない。特にシアやネリネなどの土見ラバーズからは全く相手にされていないことから、稟を妬むこともたびたび。美女を口説くことは色男の義務だとまで豪語し、ナンパ成功率は余裕の8割オーバーと語っている。ただし、土見ラバーズ撃墜率は永遠の0%。昼の弁当は毎日違う女の子からもらっており、本人は「日替わりお弁当」と呼んでいる。
昔は人間嫌いでひねくれた性格だったが、バーベナ学園進学の1年ほど前に稟と楓に出会ったことがきっかけで今のような性格になった。その女好きは、進学時に前の学園の教師から話が伝わってくるほどである。折に触れては麻弓や撫子と漫才のような会話をしている。一人称は「俺様」（真剣な時には「俺」となることもある）。試験の平均点数は96.8であり、「バーベナ学園の頭脳」と豪語し、周囲もそれを認めている。ただし無意味なことはしない主義で、しばしば小テストをサボる。たまに補習を受けているのはそのため。その補習もよくサボるので、撫子の頭痛の種となっている。
状況判断に優れており、真面目なことを話すときは口調が変わる。そのため、説明役のポジションとなることもある。いざというときは頼りになる性格であり、神王や魔王すら出し抜く程の知略と口の巧さを見せる。人間であるため魔法は使用できないが、錬金術の使用に長けている。
麻弓とは10年来の腐れ縁で家も近所同士。自分と似ている部分があると感じているため、恋愛感情の類ではないもののかなり気にかけている。稟や楓と友人付き合いをするようになったのは、バーベナ学園に入学してからである。
『Tick! Tack!』でもサブキャラクターとして登場。稟たちと一緒に20年前の過去へ飛ばされる。過去の世界でもその性格は変わらず、セージやサイネリアにも言い寄ることがあるが、特にアイへ言い寄ることが多い。だが、結果的にはまったく相手にされていない。
『Really? Really!』では楓を目覚めさせるため、稟たちとともに楓の記憶世界へ入る。樹いわく、このシリーズは彼がいないと始まらないらしい。記憶世界では、稟との初めての出会いについて語られている。また誤った記憶世界では、女の子として登場する。
『SHUFFLE! Love Rainbow』ではサブキャラクターとしてすべてのルートで登場。
名前は緑葉樹（りょくようじゅ）の読み替え。緑の葉で花を引き立てる意味を持たせている。
神王（しんおう）
声：浜五郎 / 小杉十郎太
誕生日：5月6日。身長：191cm。
キャラクターデザイン：鈴平ひろ
名前はユーストマ。リシアンサスの父で神界の王。マッチョで豪快な性格。神界最強の人物であり、神界屈指の魔力を持ち、特に治癒魔法に長けている。その実力は歴代の王の中でもトップクラス。
かなりの親バカで、シアの想いを成就させるべく魔王と結託。人間界に移住するために芙蓉家の右隣4件を買収し、1日で空地にしてしまい、1日で和風の邸宅を建ててしまった。そのため神王家は、魔王家ともども「魔法ハウス」と近所の子どもたちに呼ばれている。引越後、シアを稟と同じクラスに転入させた。
ブッ飛んだ行動（主にシアのため）をしては稟やその周囲をドタバタの渦に巻き込む。だが暴走が度を越すと、シアから椅子で殴られる（他人行儀に「神王様」と呼ばれることもある）。日本文化を愛しているためか、人間界における家や服装は和風。魔王を「まー坊」、稟を「稟殿」と呼んでいる。
神界は一夫多妻制のため、妻が3人いる。3人とも仲は良いし、彼も平等に接している。後に漫画版などで3人の名前がサイネリア、アイリス、ライラックと公式に設定された。また本編未登場だが、父親（シアの祖父）で前神王のリンドウがいることが『SHUFFLE!公式原画・設定資料集』で触れられている。
『Tick! Tack!』では名前のみの登場となっている。
『Really? Really!』でサブキャラクターとして登場している。
『SHUFFLE! Love Rainbow』では稟の回想で立ち絵のみの登場となっている。
名前の由来はリシアンサスの項参照。なお、ユーストマ（Eustoma）という言葉の語源はギリシア語で「良い」を意味する「Eu」と、「口」を意味する「stoma」から。
魔王（まおう）
声：司馬嵯峨之 / 森川智之
誕生日：4月13日。身長：180cm。
キャラクターデザイン：鈴平ひろ
名前はフォーベシイ。ネリネの父で魔界の王。甘いマスクの優男で洋風好み。かなりの策士であり、魔界屈指の魔術師である。その実力は魔界の歴史でもトップクラス。妹のサイネリア曰く「影の支配者タイプ」であり、自宅にいることが多い。姪のシアからは「おじさま」と呼ばれることもある。
神王に負けず劣らずの親バカで、ネリネの想いを成就させるべく神王と結託。人間界に移住するために芙蓉家の左隣4件を買収し、1日で空地にしてしまい、1日で洋風の邸宅を建ててしまった。引越後、ネリネを稟と同じクラスに転入させた。ネリネを溺愛する一方で、何も知らないネリネをだましてはコスプレをさせたり嘘を教えたりと意地悪をする。だが暴走が度を越すと、ネリネから他人行儀に「魔王様」と呼ばれてしまい泣きじゃくる。
神王とは親友の間柄だが、娘のことで張り合うことが多い。神王を「神ちゃん」、稟を「稟ちゃん」、ネリネを「ネリネちゃん」と呼んでいる。綺麗な女性に目がないためよく声を掛けているが、実際は家族を何よりも大切にしている。家事、特に料理が大好きで、ネリネの弁当は彼の手製である。
20年前の魔界が舞台となる『Tick! Tack!』では魔殿下（＝王子）として登場。普段から遊んでいるような立ち振る舞いをしている。趣味の家事がしたくてうずうずしているが、手を出そうとするとメイドであるセージから攻撃される。自分の住んでいる屋敷には自分が信用している人間しか置いていないため、使用人なども限られた人間しかいない。
正しい歴史では、婚約者のアイとではなくメイドのセージと結婚する。一途であり、元々セージのことが好きだったのだが、その素振りはあまり見せず、なかなか告白することができなかった。アイとの婚約破棄やセージとの結婚について、父王のネレイデスや母の王妃がどのような干渉をしたかは不明。だが、アイのことも嫌いというわけではなく、稟の行動によってはアイを選ぶことになる。
父のネレイデスは『SHUFFLE!公式原画・設定資料集』で名前のみ記述されており、一度も登場していない。母も同様。
20年後の現在では、セージとラブラブの夫婦であり、二人で「パパ」「ママ」と呼び合っている。ただし、約束以外で家事に手を出したときや暴走したとき、女性に声をかけているところを見つけられたときなどは、セージから必殺技「スピニングサンダーキック」を受ける。
セージ曰く、普段は何もしないがいざとなると頼りになるところが、フォーベシイと稟は似ているらしい。ただしネリネはそれを否定している。
『Really? Really!』でサブキャラクターとして登場している。
『SHUFFLE! Love Rainbow』では稟の回想で立ち絵のみの登場となっている。
『SHUFFLE! エピソード2 神にも悪魔にも狙われている男』では明確に登場していないが、「引越して来た家の者が近所の家に上がり込み、蕎麦を振る舞う」という間違った「引っ越し蕎麦」なる伝統が日本にあるといった「先先代」の魔王の存在が明かされており、本作のフォーベシィが共通ルートで行った行動と一致している。存命か故人かは不明。
フォーベシイの名はネリネの亜種、ネリネ・フォーベシイ（Nerine forbesii）から。
時雨 亜麻（しぐれ あま）
声：YURIA / 同
誕生日：6月3日。身長：158cm。スリーサイズ：B83/W55/H84。
キャラクターデザイン：鈴平ひろ
亜沙の母親。しかし外見は少女のように若く、性格も幼いところがある。加えて舌足らずな口調で喋るため、初見の人からは亜沙の妹と間違えられ、一児の母と見られることなく、補導されたことが幾度もあるほど。その容姿から、樹に間違ってナンパされたこともある。しかし母親としての資質は一級品であり、常に亜沙を温かく見守っている。料理については、亜沙の師匠である。夫（亜沙の父親）は名前のみ設定されており、時雨 葉（しぐれ よう）という。葉は漫画『SHUFFLE! -DAYS IN THE BLOOM-』に家族の集合写真で登場している。親バカで、さらに葉とは娘の前でも平気でイチャイチャしている。
一人称は「ボク」。亜沙を「あーちゃん」、稟を「りっちゃん」、楓を「カエちゃん」、桜を「さっちゃん」と呼ぶ。ドラマCDではカレハを「カっちゃん」、ツボミを「ツっちゃん」と呼んでいる。
実は公式には死亡したとされていた、人工生命体の1号体。元の魔力を人工的に強化した魔族で孤児でもあった。無理な実験により亜麻が引き起こした研究所の爆発・消滅事故によって人間界に吹き飛ばされ、彷徨っていたところを時雨葉に助けられた。常に猫耳風の帽子を被っているのは、魔族の特徴である長い耳を隠すためである。正体について神王と魔王も口には出さないが、気付いている様子である。
『Tick! Tack!』には登場していない。
『Really? Really!』では記憶世界の中でのみ登場。帽子を常にかぶっている理由を楓が知らないため、記憶世界の中ではこの点を間違えた容姿で登場している。また、娘の亜沙を交えたお色気シーンやHシーンが存在するが、稟が亜麻自身と関係する展開はない。
『SHUFFLE! Essence+』では、歌がとてもうまいという設定が追加されている（『Really? Really!』の間違った記憶世界の中でも語られている）。
名前は植物の亜麻から。あごバリアの公式花言葉は「あなたの心に感謝」。
サイネリア
声：赤白杏奈 / -
誕生日：2月14日。身長：169cm。スリーサイズ：B89/W60/H86。
キャラクターデザイン：鈴平ひろ
神王ユーストマの妻であり、リシアンサスの実母。フォーベシイの妹である魔族。愛称リア。語尾などに「ラブ」を付けるのが口癖。
『SHUFFLE!』では家族の集合写真のCGにのみ登場し、存在が示唆されているのみ。名前が設定されたのはその後の漫画『SHUFFLE! -DAYS IN THE BLOOM-』等である。
『Tick! Tack!』にて、公式イラスト初登場。ただし20年前の姿である。20年前の過去では、稟たちの事情を知っている唯一の過去の人物であり、稟たちの歴史の修正に協力する。だが色々と騒動を起こし、麻弓たちとともに問題を起こすことも多い。怒ると椅子で殴る癖があり、その部分はシアに遺伝している。また掃除などの家事は一切できないので、気まぐれに掃除しようとすると逆に仕事が増えるからとセージに止められている。
詳細は不明だが、20年前の時点では既にユーストマに出会って恋をしていた。そのため、ユーストマと結ばれると知らされたときは大喜びしていた。
『Navel Drama CD -Episodes Mix-』に収録された「SHUFFLE! Have A Nice Day」にも登場している。
『SHUFFLE! Essence+』では現在の髪を切った姿が初めてCGで登場。ただし、立ち絵はない。なお上記スリーサイズは20年前のものである。
名前は花のサイネリアから。花言葉は「常に快活」（花の色によって違う花言葉もあるが割愛）。
ライラック
誕生日：5月11日。
キャラクターデザイン：鈴平ひろ
神王ユーストマの妻。愛称ライラ。神族の女性。ユーストマの幼馴染。
性格は快活。怒ったときは、魔力が付与されたメリケンサックによる鉄拳制裁を施す。ボーイッシュだが家事は神王家で一番と女性らしい。ユーストマ曰く、若い頃は『雷の女帝』と呼ばれていたらしい。
『SHUFFLE!』では家族の集合写真のCGにのみ登場し、存在が示唆されているのみ。名前が設定されたのはその後の漫画『SHUFFLE! -DAYS IN THE BLOOM-』等である。以後も名前のみの登場で、シアたちと一緒に住んでいるのだが、姿や声はまだ登場していない。
名前は花のライラックから。花言葉は「初恋」「友情」。
アイリス
誕生日：3月18日。
キャラクターデザイン：鈴平ひろ
神王ユーストマの妻。愛称アイ。神族貴族の娘であり、父親が5歳のユーストマと会った際に気に入って、そのまま結婚させてしまった。
性格はおとなしい。怒ったときは、潤んだ目でじっと見つめ、反省するまで見つめ続ける。その効果はシア曰く、呪いのようなものらしい。
『SHUFFLE!』では家族の集合写真のCGにのみ登場し、存在が示唆されているのみ。名前が設定されたのはその後の漫画『SHUFFLE! -DAYS IN THE BLOOM-』等である。以後も名前のみの登場で、シアたちと一緒に住んでいるのだが、姿や声はまだ登場していない。
名前は花のアヤメの英語名Irisから。花言葉は「うれしい便り」「愛」「あなたを大切にします」など。
芙蓉 幹夫（ふよう みきお）
声：今田鉄男 / 稲田徹（CS版）・ 古澤徹（アニメ版）
誕生日：8月10日。
キャラクターデザイン：鈴平ひろ
楓の父親。稟の父親である土見鉢康とは同い年で学生時代からの友人。結婚後互いに引越をしてすれ違ったが、光陽学園付属の授業参観で約10年ぶりに再会。以後、家族ぐるみの付き合いをしていた。両親を亡くし身寄りの無い稟の保護者（姓が違う所から恐らく里親）となる。ゲーム開始時点では3〜4か月ほど海外出張のため不在。出かける際に「親公認だから頑張るように」という意味深な台詞を残している。趣味は記念切手集め。名前はゲーム発売後の『公式原画・設定資料集』で設定された。
楓が稟を憎んでいた当時、その理由を唯一知っていた人物であり、そのことでいつも頭を抱えていた。再び稟と楓が仲良くなってからは、楓から稟の二の次扱いされている。
楓に対しては非常に甘い親バカ。漫画版では一時帰宅し、神王・魔王と意気投合して彼らに劣らぬ親バカぶりを発揮した。ただし、その親バカぶりが発揮されると楓からよく怒られる。
『Really? Really!』にて公式イラスト初登場。ただし登場するのは記憶世界の中とエンディングのみである。楓が目覚めた後に帰ってきたが、すぐにまた出張へ旅立っている。
『SHUFFLE! Essence+』では稟の回想で立ち絵のみ登場する。
名前の由来は、木の「幹」より。
芙蓉 紅葉（ふよう もみじ）
声：北都南 / ひと美
誕生日：10月3日。
キャラクターデザイン：西又葵
楓の母親。夫の幹夫とは、甘甘の関係の夫婦だった。幹夫同様、『Really? Really!』にて公式イラスト初登場。楓に似たおとなしい性格だが、怒る時は怖いくらい真面目に（多少、罵倒気味な傾向が強い）説教をする。
8年前、彼女の運転する車が交通事故を起こし、稟の父親（鉢康）・稟の母親と共に事故で亡くなった。
『Really? Really!』では楓の記憶世界の中で登場。また、楓が彼女の若いときの姿を借りて、「ラジカルモミジ」として登場する。
『SHUFFLE! Essence+』では稟の回想で立ち絵のみ登場する。
名前はカエデ属の樹木の総称から。紅葉と楓は同じ植物である。花言葉は「遠慮」「自制」「大切な思い出」。
土見 鉢廉（つちみ はつやす）
声：- / -
稟の父親。幹夫とは友人であだ名はうっかり鉢兵衛。『Really? Really!』にて名前が初登場。ただし、立ち絵、声はない。
8年前、交通事故で妻（名前不明）、楓の母とともに亡くなった。
バーク
声：健ヤマト / -
誕生日：6月10日。
キャラクターデザイン：鈴平ひろ
『Tick! Tack!』で初登場。フォーベシイに仕える執事。男なのにフォーベシイに恋愛感情を抱いており、やおいの雰囲気を漂わせている。メイド服を着るなどよく暴走して、サイネリアに椅子で殴られる。だが本来は有能であり、稟たちと話すときは比較的まともである。美形だが、戦闘力については魔界屈指の持ち主である。
歴史変動をしていない現実世界でも、魔界で屋敷の留守を任されている。
『Really? Really!』本編では登場しないが、ドラマCD『秋色のCherry Blossom』では人間界が初めてであるアイのための付き添いとして登場。道に迷い、ぬいぐるみショップで「土見稟さまはいますかぁー」と大声を出して周りから注目を集めていた。
『SHUFFLE! Essence+』では立ち絵でのみ登場しており、台詞はない。
名前は「樹皮」を意味する英語barkから。barkは「吠える」という意味の動詞でもある。
エリカ＝スズラン
声：雪つばき / -
誕生日：2月10日。身長：1m未満。スリーサイズB58/W62/H64
キャラクターデザイン：西又葵
ウサギに似た神界の神獣。ただしウサギ呼ばわりするととても怒る。古風な喋り方と尊大な態度が特徴。一人称は「我」で二人称は「お主」。
デイジーの守護者を自称しており、よくデイジーの放送部の仕事をこっそり手伝っている。また、デイジーがゲームセンターで遊ぶ時にはコスチュームを変更させる魔法を使ったりしている。
名前はツツジ科エリカ属の植物スズランエリカから。花言葉は「孤独」。

## その他
真聡（まさと）
声：未公表 / 後藤邑子（アニメ版）
キャラクターデザイン：鈴平ひろ
謎のスカートめくり少年。BasiL時代から登場している常連端役。彼に捲られる女性のパンツは、なぜかいつも縞々模様である。
『SHUFFLE!』では喫茶店フローラでカレハが被害に遭う。アニメにも登場。アニメではマサトと記述。母親（声：井上美紀）も登場。
『Tick! Tack!』では20年前の魔界が舞台のため、耳が伸び、魔族マ＝サトになっている。被害に遭うのは、サイネリア。
『Really? Really!』では買い物帰りの時雨亜麻が被害に遭う。
『SHUFFLE! Love Rainbow』には登場していない。
『SHUFFLE! エピソード2 神にも悪魔にも狙われている男』では喫茶店「喫茶ビスマス」の店内にて当作のサブキャラクターであるシトリンが被害に遭う。
白玉、黒玉、虎玉（しろたま、くろたま、とらたま）
声： 杉田智和（白玉、虎玉）、あおきさやか（黒玉、いずれもアニメ版アイキャッチのみ）
キャラクターデザイン：西又葵
いずれもプリムラが大切に持っている猫のぬいぐるみで、虎玉はリコリスから、白玉と黒玉は稟からそれぞれ贈られた。
白玉と黒玉は通称「二連ネコ」とも呼ばれている。本作のマスコットキャラで、WOWOWアニメ版ではCM入り・CM明けのアイキャッチにも登場している。
白玉と黒玉は後にNavelから等身大ぬいぐるみがグッズとして発売され、『SHUFFLE!』ライブでもプリムラ役のひと美が白玉の等身大ぬいぐるみを持ち込み、観客の注目を集めた。
また2009年10月からは白玉が「白玉ブログ」を始めた。
Navelの玄関には、人間の背丈程もある白玉と黒玉の超巨大ぬいぐるみが置かれており、あくまでイベント展示用の一点物である。
『SHUFFLE! エピソード2 神にも悪魔にも狙われている男』にも全く同じ姿の猫のぬいぐるみが登場するが、こちらは何故か意思を持って生きて動いている。
桜井（さくらい）
声：不明 / -
キャラクターデザイン：-
ポニーテールが似合う稟のクラスメイト。下の名前は不明。テニス部所属の期待のホープで稟のことが好き。立ち絵は無く、声のみの登場。
『SHUFFLE! Essence+』のデイジールートで初登場。デイジーのラジオの企画では、稟にラブレターを送っている。
『SHUFFLE! Love Rainbow』の瑠璃ルートで登場。日直で一緒になった時、稟のことが好きだとばれてしまう。
カトレア
声：不明 / -
キャラクターデザイン：-
副会長。瑠璃とは対照的に銀色の髪をしている。
『SHUFFLE! Love Rainbow』の瑠璃ルートで登場。